# Olivera Jevtić
Olivera Jevtić (Servisch: Оливера Јевтић) (Užice, 24 juli 1977) is een Joegoslavisch-Servische langeafstandsloopster. Naast Europees kampioene U23 op de 10.000 m won ze verschillende nationale titels op afstanden variërend tussen de 1500 m en de marathon. Ook nam ze vijfmaal deel aan de Olympische Spelen, maar won hierbij geen medailles.

## Loopbaan
Jevtić is met een tijd van 2:25.23 Servisch recordhoudster op de marathon. Ze liep deze tijd toen ze in 2003, overigens nog uitkomend voor het toenmalige Joegoslavië, de marathon van Rotterdam won. Ook veroverde zij de zilveren medaille op de marathon tijdens de Europese kampioenschappen van 2006 in Göteborg met een tijd van 2:30.27.
Op de Olympische Spelen van Sydney sneuvelde Jevtić in de kwalificatieronde op de 5000 m met een tijd van 15.11,25. Op de marathon tijdens de Spelen van Athene in 2004 werd ze zesde in 2:31.35. Deze wedstrijd werd gewonnen door de Japanse Mizuki Noguchi in 2:26.20.
In 2006 kwalificeerde Olivera Jevtić zich op de Tokyo International Women's Marathon met een vierde plaats voor de Olympische Spelen van Peking. In 2007 won ze de marathon van Belgrado in een tijd van 2:35.46. Met deze prestatie werd ze tevens Servisch kampioene op deze afstand. Op de Olympische Spelen van 2008 in Peking, de eerste Spelen waarop zij Servië vertegenwoordigde, moest ze de marathonwedstrijd voor de finish opgeven.
Wegens het gebruik van epo moest Jevtić haar bronzen medaille en 45.000 dollar aan prijzengeld inleveren die zij won tijdens de New York City Marathon 2002. Ze kreeg een openlijke waarschuwing, maar werd door de Joegoslavische sportfederate niet geschorst. De nieuwe nummer drie werd Joyce Chepchumba. Volgens de Allan Steinfeld, de president van de New York Road Runners Club had ze waarschijnlijk een onschuldige fout gemaakt. Ze zou bij de plaatselijke apotheek een middeltje hier tegen haar verkoudheid gekocht hebben waar de substantie in zat.
Bij zowel de Olympische Spelen van 2012 (Londen) als Olympische Spelen van 2016 (Rio de Janeiro) moest ze op de marathon nog voor de finish opgeven.
Jevtić is aangesloten bij de atletiekvereniging Mladost.

## Titels
- Europees kampioene U23 10.000 m - 1997, 1999
- Balkan kampioene 10.000 m - 1996
- Balkan kampioene veldlopen - 1998, 1999, 2000, 2002, 2004, 2011
- Joegoslavisch kampioene halve marathon - 1998, 1999, 2002
- Joegoslavisch kampioene 5000 m - 1996
- Joegoslavisch kampioene 1500 m - 1994, 1996
- Joegoslavisch kampioene veldlopen - 1994, 1995, 1996, 1997, 1998, 1999, 2000
- Servisch kampioene marathon - 2007
- Servisch kampioene 10.000 m - 2013, 2014
- Servisch kampioene 5000 m - 2008, 2016, 2017
- Servisch kampioene 3000 m - 2008

## Persoonlijke records
Baan
| Onderdeel | Prestatie             | Datum             | Plaats   |
| --------- | --------------------- | ----------------- | -------- |
| 800 m     | 2.12,41               | 20 juni 1993      | Niš      |
| 1500 m    | 4.16,16               | 27 juni 1998      | Belgrado |
| 3000 m    | 8.59,21               | 28 juni 1998      | Belgrado |
| 5000 m    | 15.11,25 (Serv. rec.) | 22 september 2000 | Sydney   |
| 10.000 m  | 31.29,65 (Serv. rec.) | 30 september 2000 | Sydney   |

Weg
| Onderdeel      | Prestatie            | Datum            | Plaats    |
| -------------- | -------------------- | ---------------- | --------- |
| 10 km          | 31.31 (Serv. rec.)   | 14 oktober 2001  | Boedapest |
| 15 km          | 49.06                | 7 oktober 2001   | Bristol   |
| 20 km          | 1:07.41              | 19 november 2006 | Tokio     |
| halve marathon | 1:09.18 (Serv. rec.) | 31 maart 2002    | Novi Sad  |
| 25 km          | 1:25.36              | 19 november 2006 | Tokio     |
| 30 km          | 1:44.18              | 19 november 2006 | Tokio     |
| marathon       | 2:25.23 (Serv. rec.) | 13 april 2003    | Rotterdam |

## Palmares

### 3000 m
- 1994: 10e WJK - 9.29,14
- 1995:  EK junioren - 9.15,61
- 1996: 5e WJK - 9.06,95
- 1998:  Belgrado - 8.59,21
- 1999: 4e Europacup B in Athene - 9.02,95
- 2000:  Europacup B in Banska Bystrica - 9.02,13
- 2001:  Belgrado - 9.10,12
- 2001:  Belgrado - 9.01,21
- 2001: 5e Europacup B in Boedapest - 9.06,12
- 2006:  Europacup B in Novi Sad - 9.07,69
- 2008:  Servische kamp. in Novi Sad - 9.03,01
- 2010:  EK team - 9.14,3
- 2013:  Serbian Cup Finals - 9.29,54

### 5000 m
- 1996:  WJK - 15.40,59
- 1997:  Europacup in Praag - 15.34,65
- 1997: 4e Middellandse Zeespelen - 15.38,12
- 1997: 9e in series WK - 15.43,76
- 1998:  Balkan Games - 15.32,54
- 1998: 4e EK - 15:16.61 (NR)
- 1999:  Europacup B in Athene - 15.42,20
- 1999:  EK U23 - 15.24,83
- 2000:  Europacup B in Banska Bystrica - 15.22,08
- 2000: 6e in series OS - 15.11,25
- 2001:  Belgrado - 15.44,16
- 2001:  Europacup B in Boedapest - 15.26,84
- 2001:  Middellandse Zeespelen - 15.40,61
- 2001: 14e in series WK - 15.29,61
- 2001:  Middellandse Zeespelen - 15.40,61
- 2004:  Europacup B in Novi Sad - 15.35,3
- 2005: 4e Europacup B in Leiria - 15.47,59
- 2006: 5e Memorial Artur Takac - 15.58,21
- 2006:  Europacup B in Novi Sad - 15.45,99
- 2008: 4e Artur Takac Memorial - 15.32,57
- 2008:  Servische kamp. - 15.25,34
- 2008:  Europacup B in Istanboel - 15.31,78
- 2009: 4e Artur Takac Memorial- 15.28,38
- 2009:  EK team - 15.29,12
- 2010:  EK team (Second League) - 15.37,67
- 2013:  Kragujevac - 16.21,81
- 2013:  Serbian Cup Finals - 15.55,74
- 2013:  EK team (Second League) - 15.59,94
- 2016:  Servisch kamp. - 16.21,14
- 2017:  Servisch kamp. - 16.22,66

### 10.000 m
- 1995:  EK junioren - 33.47,61
- 1996:  Balkan kamp. in Nis - 32.38,0
- 1997:  Middellandse Zeespelen - 32.43,42
- 1997:  EK U23 - 32.44,22
- 1997: 10e in series WK - 33.18,42
- 1998: 4e EK - 31.34,26 (NR)
- 1999:  EK U23 - 32.37,59
- 1999: 10e WK - 31.57,67
- 2000: 11e OS - 31.29,65
- 2001: 12e WK in Edmonton - 32.19,44
- 2001:  Middellandse Zeespelen - 31.33,08
- 2002: 6e EK - 31.47,82
- 2005:  Middellandse Zeespelen - 33.30,4
- 2009:  Europacup in Ribeira Brava - 31.35,92
- 2009:  Middellandse Zeespelen - 32.23,06
- 2013:  Servische kamp. in Užice - 32.58,80
- 2013:  Europacup in Pravets - 32.52,56
- 2014:  Servische kamp. in Uzice - 34.50,29

### 10 km
- 2000:  Corrida Internacional de San Fernando in Punta del Este - 33.33
- 2001:  Avon Running Global Women's Championship in Boedapest - 31.31
- 2002: 4e New York Mini-Marathon - 31.42
- 2004:  Vidovdan in Brcko - 32.08
- 2006:  Vidovdan in Brcko - 32.34,1
- 2007:  Vidovdan in Brcko - 32.08
- 2008:  Vidovdan in Brcko - 32.04
- 2015:  Nike We Run BGD in Belgrado - 34.10

### 15 km
- 1998:  São Silvestre in Sao Paulo - 51.35
- 2005:  São Silvestre Road Race in São Paulo - 51.38
- 2009:  São Silvestre Road Race in Sao Paulo - 52.59

### 10 Eng. mijl
- 2006:  Great South Run - 53.53

### halve marathon
- 1997:  halve marathon van Belgrado - 1:09.58
- 1998:  halve marathon van Novi Sad - 1:11.17
- 1998:  halve marathon van Belgrado - 1:10.10
- 1998: 4e WK in Uster - 1:10.02
- 1999: 21e WK in Palermo - 1:12.32
- 2000:  halve marathon van Belgrado - 1:12.36
- 2001: 8e halve marathon van Lissabon - 1:09.34
- 2001: 7e WK in Bristol - 1:09.51
- 2002:  halve marathon van Novi Sad - 1:09.18 (NR)
- 2002:  halve marathon van Belgrado - 1:12.38
- 2002: 6e WK in Brussel - 1:09.33
- 2002:  halve marathon van Niksic - 1:12.20
- 2003:  halve marathon van Praag - 1:11.07
- 2003:  halve marathon van Trpinja - 1:12.14
- 2005:  halve marathon van Novi Sad - 1:13.14
- 2005:  Middellandse Zeespelen - 1:16.32
- 2006:  halve marathon van Edinburgh - 1:12.52
- 2007:  halve marathon van Porto - 1:12.37
- 2008:  halve marathon van Belgrado - 1:11.41
- 2009:  halve marathon van Belgrado - 1:12.20
- 2009:  halve marathon van Sarajevo - 1:09.40
- 2009: 27e WK in Birmingham - 1:12.44
- 2010:  halve marathon van Belgrado - 1:13.13
- 2011:  halve marathon van Belgrado - 1:13.12
- 2011:  halve marathon van Podgorica - 1:13.45
- 2013:  halve marathon van Oradea - 1:14.39
- 2014:  halve marathon van Belgrado - 1:19.21
- 2014:  halve marathon van Sarajevo - 1:15.48
- 2015:  halve marathon van Sarajevo - 1:14.31
- 2015:  Servische kamp. in Kragujevac - 1:15.20
- 2016: 28e EK in Amsterdam - 1:13.39
- 2016:  halve marathon van Sofia - 1:17.23
- 2016:  halve marathon van Podgoricki - 1:12.25
- 2017:  halve marathon van Splitski - 1:15.05
- 2017:  halve marathon van Stara Zagora - 1:16.46
- 2017:  halve marathon van Jagodinski - 1:14.36
- 2017:  halve marathon van Banjalucki - 1:16.48

### marathon

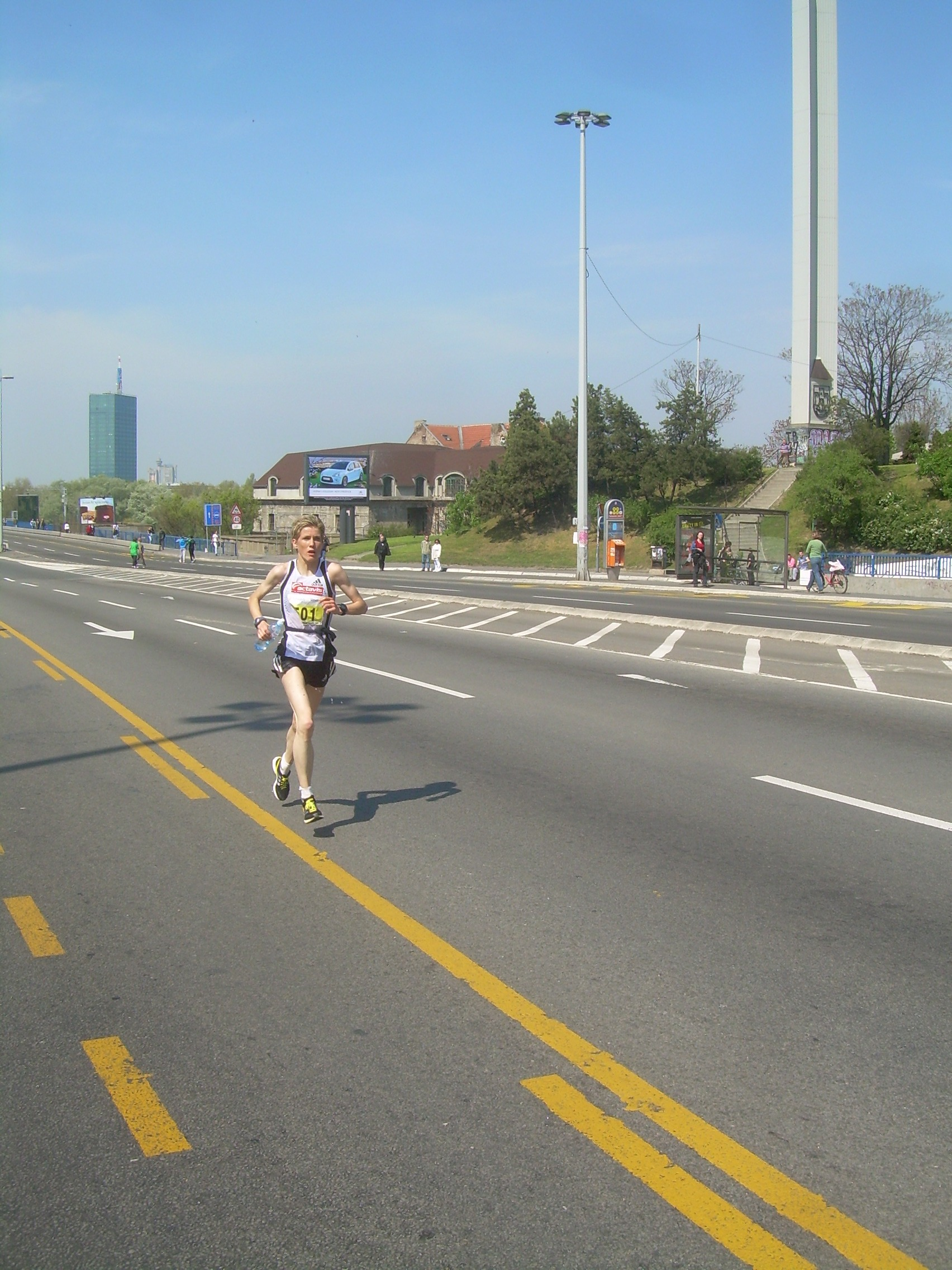
Tijdens de marathon van Belgrado in 2010.

- 2002:  New York City Marathon - 2:26.44
- 2003:  marathon van Rotterdam - 2:25.23
- 2003: 8e WK - 2:26.49
- 2003: 9e New York City Marathon - 2:32.29
- 2004:  Boston Marathon - 2:27.34
- 2004: 6e OS - 2:31.15
- 2005: 10e marathon van Osaka - 2:31.43
- 2006: 7e Boston Marathon - 2:29.38
- 2006:  EK - 2:30.27
- 2006: 4e marathon van Tokio - 2:33.11
- 2007:  marathon van Belgrado - 2:35.46 (1e nat. kamp.)
- 2008:  marathon van Podgorica - 2:40.05
- 2008: DNF OS
- 2009:  marathon van Podgorica - 2:31.18
- 2010: 4e EK - 2:34.56 (na DQ Živilė Balčiūnaitė + Nailja Joelamanova)
- 2010:  marathon van Belgrado - 2:36.12
- 2011: 5e Marathon van Turijn - 2:32.09
- 2012: DNF OS
- 2012:  marathon van Podgorica - 2:37.58
- 2013:  marathon van Belgrado - 2:36.12
- 2014:  marathon van Zagreb - 2:38.26
- 2014:  marathon van Podgorica - 2:38.22
- 2015:  marathon van Podgorica - 2:39.32
- 2016: DNF OS
- 2017:  marathon van Belgrado - 2:38.03

### veldlopen
- 1995: 17e WK voor junioren - 14.55
- 1996: 13e EK in Charleroi - 17.47
- 1997: 51e WK lange afstand in Turijn - 22.19
- 1997:  EK in Oeiras - 17.37
- 1998:  Balkan kamp. in Zacharia - 19.18,8
- 1998:  EK in Ferrara - 18.11
- 1999:  Balkan kamp. in Arandelovac - 18.52
- 1999:  EK in Velenje - 19.03
- 2000:  Balkan kamp. in Kirklareli - 19.42
- 2000: 15e WK lange afstand in Vilamoura - 27.14
- 2000:  EK in Malmö - 16.39
- 2001: 9e WK in Oostende - 29.03
- 2001: 4e EK in Thun - 15.54
- 2002:  Balkan kamp. in Sremska Mitrovica - 19.51
- 2003: 6e EK in Edinburgh - 22.45
- 2004:  Balkan kamp. in Surcin - 19.31
- 2004: 12e WK lange afstand in Brussel - 28.18
- 2005: 4e EK in Tilburg - 20.04
- 2006:  EK in San Giorgio su Legnano - 25.21
- 2009: 7e EK in Dublin - 28.21
- 2011:  Balkan kamp. in Kragujevac - 27.45
- 2011: 21e EK in Velenje - 27.23
- 2012: 26e EK in Boedapest - 28.59
- 2014: 32e EK in Samokov - 30.29